# 伊波加林
伊波加林（或称为：12,13-二甲氧基伊波加明，12,13-dimethoxyibogamine）是一种含氮有机化合物，化学式C21H28N2O2，是狗牙花属植物，如 Tabernanthe iboga、Tabernaemontana australis中提取的活性生物鹼。